# Thabo Nthethe
Thabo Nthethe, född den 3 oktober 1984 i Bloemfontein, är en sydafrikansk fotbollsspelare som spelar för TS Galaxy. 

## Karriär
I februari 2020 värvades Nthethe av TS Galaxy.